# Opalenica
Opalenica este un oraș în Polonia.